# Edvard August Vainio
Dr. Edvard (Edward) August Vainio (o Wainio) (Pieksämäki, Finlandia 1853 - 1929), fue un explorador, botánico, briólogo, y micólogo finés. realizó explediciones botánicas a Hungría, Francia, Rusia, Suiza, Brasil, Antártida.
El austríaco Alexander Zahlbruckner elaboró un nuevo sistema de clasificación de líquenes en base sobre todo con las ideas de Edvard August Vainio quien fue el primero en indicar claramente que considerar a los líquenes como setas « liquenizadas », es decir, no se diferencian de otros hongos más que por la simbiosis que anudan con las algas o con las cianobacterias.

## Obra
- Edvard August Vainio. Monographia Cladoniarum universalis. 3 vol. 1887-1897
- ------------. Lichenes insularum Philippinarum. 4 vol. 1909-1923
- frederik Børgesen, edvard august Vainio. Contributions to the knowledge of the vegetation of the Canary Islands (Teneriffe and Gran Canaria). Volumen 8 de Skrifter, naturvidenskabelig og mathematisk afdeling. Ed. A. F. Høst. 116 pp.

- La abreviatura «Vain.» se emplea para indicar a Edvard August Vainio como autoridad en la descripción y clasificación científica de los vegetales.[1]